# يورغن روست
يورغن روست (بالألمانية: Jürgen Rost)‏ هو موسيقي ألماني، ولد في 7 مارس 1945 في ينا في ألمانيا.

## وصلات خارجية
- يورغن روست على موقع ميوزك برينز (الإنجليزية)
- يورغن روست على موقع أول ميوزيك (الإنجليزية)
- يورغن روست على موقع ديسكوغز (الإنجليزية)